# Блек Флаг
„Блек Флаг“ (англ. „Black Flag“) e хардкор пънк музикална банда, създадена през 1976 г. в Редондо Бийч, Калифорния от китариста Грег Гин, който е и автор на текстовете на песните. Често са споменавани като пионери в движението на ъндърграунда и сред пънк рок групите от 80-те години на 20. век. „Блек Флаг“ е част от първата вълна американски пънк рок банди.
Хенри Ролинс става вокалист през 1981 г. Музиката им съдържа елементи от хевиметъла (особено от по-късните им записи), джаз (главно фрий джаз), и съвременни класически елементи, особено когато Грег Гин свири на китарата си.

## Дискография
Албуми
- Damaged (Декември 1981)
- My War (Март 1984)
- Slip It In (Септември 1984)
- Family Man (Декември 1984)
- Loose Nut (Май 1985)
- In My Head (Октомври 1985)

Сборни албуми
- Everything Went Black (1982)
- The First Four Years (1983)
- Wasted...Again (1987)

Сингли
- Louie Louie (1981)

Studio EPs
- Nervous Breakdown (October 1978)
- Jealous Again (August 1980)
- Six Pack (June 1981)
- TV Party (July 1982)
- The Process of Weeding Out (September 1985)
- Minuteflag (1985)
- I Can See You (1989)

Live EPs
- Annihilate This Week (1990)